# Przemysław Stippa
Przemysław Stippa (ur. 22 kwietnia 1981 w Złotowie) – polski aktor teatralny, telewizyjny, filmowy i dubbingowy.

## Kariera aktorska
W 2004 zdobył dyplom warszawskiej Akademii Teatralnej. W 2006 otrzymał Nagrodę im. Janiny Nowickiej-Prokuratorskiej i Stanisława Prokuratorskiego przyznawaną przez Rektora AT za osiągnięcia artystyczne w ciągu dwóch lat od ukończenia studiów.
Debiutował rolą Prousta w przedstawieniu Czas odnaleziony według prozy Marcela Prousta (reż. Andrzej Domalik, Teatr Scena Prezentacje, 2003). Od sezonu 2004/005 występuje w zespole Teatru Narodowego.
Od czerwca 2012 występuje gościnnie w Teatrze im. Juliusza Osterwy w Lublinie, jako Puk w Śnie nocy letniej w reż. Artura Tyszkiewicza.

## Kariera

### Teatr Narodowy w Warszawie[1]
- 2004: Ryszard II William Szekspir (reż. Andrzej Seweryn), jako sir John Bushy
- 2005: Władza Nick Dear (reż. Jan Englert), jako Filip
- 2006: Tartuffe Molier (reż. Jacques Lassalle), jako Walery, ukochany Marianny
- 2006: Fedra (reż. Maja Kleczewska), jako Minotaur
- 2008: Iwanow Anton Czechow (reż. Jan Englert), jako Gość
- 2008: Mrok Mariusz Bieliński (reż. Artur Tyszkiewicz), jako Wiktor
- 2008: Wiele hałasu o nic (reż. Maciej Prus), jako Kwasik
- 2009: Marat/Sade Peter Weiss (reż. Maja Kleczewska), jako reżyser
- 2009: Balladyna Juliusz Słowacki (reż. Artur Tyszkiewicz), jako Filon
- 2011: Lorenzaccio Alfred de Musset (reż. Jacques Lassalle), jako Tebaldeo / Maffio
- 2012: Oresteja Ajschylos (reż. Maja Kleczewska), jako Agistos / Apollo
- 2013: Księżniczka na opak wywrócona Pedro Calderón de la Barca / Jarosław Marek Rymkiewicz (reż. Jan Englert), jako Majordomus
- 2013: Bezimienne dzieło Stanisław Ignacy Witkiewicz (reż. Jan Englert), jako Książę Padoval de Grifuellhes
- 2014: Zbójcy Friedrich Schiller (reż. Michał Zadara), jako Franciszek von Moor
- 2015: Białe małżeństwo Tadeusz Różewicz (reż. Artur Tyszkiewicz), jako Beniamin
- 2017: Idiota Fiodor Dostojewski (reż. Paweł Miśkiewicz), jako Gawriła Ardalionowicz Iwołgin
- 2018: Śmierć Dantona Georg Büchner (reż. Barbara Wysocka), jako Robespierre
- 2018: Burza William Szekspir (reż. Paweł Miśkiewicz), jako Gonzalo
- 2019: Zemsta nietoperza Johann Strauss (reż. Michał Zadara), jako Książę Orłowski
- 2019: Hedda Gabler Henrik Ibsen (reż. Kuba Kowalski), jako Brack
- 2022: Maria Stuart Friedrich Schiller (reż. Grzegorz Wiśniewski), jako Wilhelm Cecil
- 2022: Mizantrop Molière (reż. Jan Englert), jako Oront
- 2024: Król Lear William Szekspir (reż. Grzegorz Wiśniewski), jako Edmund

### Teatr im. Juliusza Osterwy w Lublinie
- 2012: Sen nocy letniej William Szekspir (reż. Artur Tyszkiewicz), jako Puk
- 2014: Mistrz i Małgorzata Michaił Bułhakow (reż. Artur Tyszkiewicz), jako Woland

### Teatr telewizji
- 2018: Jednocześnie Jewgienij Griszkowiec (reż. Artur Tyszkiewicz), monodram[2]

## Filmografia

### Filmy
- 2006: Statyści jako Olo Narożny, syn Marii

### Seriale TV
- 2004–2008: Plebania jako Marcin
- 2005–2006: Egzamin z życia jako mechanik (odc. 25, 29 i 30); oświetleniowiec (odc. 60)
- 2006: Statyści jako Olo Narożny, syn Marii
- 2006: Oficerowie jako laborant (odc. 3)
- 2007: U Pana Boga w ogródku jako włamywacz (odc. 6)
- 2007: Mamuśki jako Andrzej, były chłopak Patrycji (odc. 2)
- 2008: Wydział zabójstw jako Tomek Król (odc. 30)
- 2008–2009: Teraz albo nigdy! jako dziennikarz (odc. 3, 6, 31 i 32)
- 2009–2021: Barwy szczęścia jako Władek Cieślak, syn Zdzisia
- 2010: Duch w dom jako krytyk kulinarny (odc. 8)
- 2011: Hotel 52 jako Maciek, pracownik agencji reklamowej (odc. 28)
- 2013: Komisarz Alex jako Piotr Sawicki (odc. 45)
- 2013: To nie koniec świata jako prawnik Damiana (odc. 11)
- 2016: Bodo jako Henryk Szaro (odcinki: 6-8)
- 2018-2024: Leśniczówka jako Robert Matysek
- 2021: Backdoor. Wyjście awaryjne (odcinki: 1, 2, 5 i 9)
- 2021-2022: Wojenne dziewczyny jako Wirtz (odcinki: 56, 58-65)
- 2022: Warszawianka jako rekruter (odc. 4)
- 2023: Mój agent jako reżyser (odc. 7)
- 2023: Dom pod dwoma orłami jako Uwe Hagendorff, Otto Hissen (2 role)[3]
- 2023: Polowanie na ćmy jako Wiktor Grun
- 2023-2024: Korona Królów Jagiellonowie jako biskup krakowski Zbigniew Oleśnicki
- 2024-2025: Królowie jako biskup krakowski kardynał Zbigniew Oleśnicki

## Dubbing

### Filmy
- 2000: Rocky i Łoś Superktoś
- 2004: Garfield jako John Arbuckle
- 2006: Garfield 2 jako John Arbuckle
- 2007: Wojownicze Żółwie Ninja jako Casey Jones
- 2008: Najnowsze wydanie jako Shepherd
- 2008: Speed Racer
- 2010: Moja niania jest wampirem
- 2010: Kot Gaturro
- 2011: Lego Star Wars: Padawańskie widmo – jako
  - George Lucas,
  - Luke Skywalker
- 2011: Kot w butach jako Humpty Aleksander Dumpty
- 2012: Strażnicy marzeń jako Mrok
- 2012: Asterix i Obelix: W służbie Jej Królewskiej Mości jako Skandalix
- 2012: Bunt FM jako Larry
- 2012: Dziewczyna kontra potwór jako Ryan Dean
- 2012: Lego Star Wars: Upadek Imperium jako Luke Skywalker
- 2015: Dom – Oh
- 2015: Minionki jako Minionek Stuart
- 2018: Spider-Man Uniwersum – Peter B. Parker

### Seriale
- 1999: Futurama jako Philip J. Fry
- 2002–2003: Dziewczyny, chłopaki
- 2003–2007: Radiostacja Roscoe jako Ted
- 2004: Koszmarny Karolek – jako
  - Władczy Władzio,
  - Nowy Nick,
  - Kucharz z telewizji
- 2004–2008: SpongeBob Kanciastoporty jako szef drugi (odc. 91)
- 2008: Freefonix jako Kurtz
- 2008: Tajna misja jako Wiktor
- 2008: Najnowsze wydanie jako Shepherd
- 2008–2009: Supa Strikas: Piłkarskie rozgrywki jako Skrętny Tygrys
- 2008–2010: Batman: Odważni i bezwzględni jako Plastic Man / Black Lightning
- 2008: Stacyjkowo jako Cezary
- 2009: Zagroda według Otisa jako Wąż (odc. 13b)
- 2009: Nie ma to jak hotel – jako
  - Benjy (odc. 52),
  - Nocny portier (odc. 54)
- 2009: Super Hero Squad – jako
  - Jonathan Storm,
  - Loki,
  - Iceman
- 2010: The Looney Tunes Show jako Tosh
- 2010: Wakfu jako Nox
- 2010: Podcats jako Senzo
- 2010: 6 w pracy – jako
  - Lekarz – położnik (odc. 79-80),
  - James (odc. 89)
- 2010: Sally Bollywood
- 2010: My Little Pony: Przyjaźń to magia jako Braeburn
- 2010: Zwyczajny serial jako Benson
- 2010: Ben 10: Ultimate Alien jako młody Max Tennyson
- 2011: Dziewczyny Cheetah 2
- 2011: Tara Duncan jako Leonardo
- 2011: Lego: Fabryka bohaterów jako Rocka
- 2011: G.I. Joe: Renegaci – jako
  - Flint,
  - Breaker (odc. 9),
  - Vince Hauser (odc. 11),
  - Teddy Lee (odc. 21)
- 2011: Beyblade: Metal Masters – jako
  - Blader ze Szwajcarii (odc. 16),
  - Dashan Wang (odc. 17, 19, 24-25),
  - Vridick (odc. 19),
  - Hyoma (odc. 25)
- 2011: Power Rangers Samurai jako Mike
- 2011: Ninjago: Mistrzowie spinjitzu jako Cole
- 2011: Gawayn jako Roderick
- 2011: Moja niania jest wampirem jako Dirk Baddison
- od 2012: Ninjago: Mistrzowie spinjitzu jako Cole
- 2012: Legenda Korry jako Avatar Wan
- 2012: Mega Spider-Man jako Peter Parker/Spider-Man
- 2012: Szpiedzy w Warszawie jako Roddy Fitzware
- 2013: Slugterra jako Unik
- 2013: Listonosz Pat i wielki świat jako Wilf
- 2015–2019: Lwia Straż jako
  - Kovu (odc. 23, 77),
  - Mwenzi (odc. 28),
  - Pawian #1 (odc. 28)
- 2016: Steven Universe jako Jamie
- 2019: Kapitan Marvel jako Yon-Rogg

### Gry komputerowe
- 2013: Tomb Raider jako oceanograf
- 2013: Battlefield 4 jako Clayton „Pac” Pakowski[4]
- 2016: Młodzi Tytani jako Robin (sezon 2)
- 2018: Detroit: Become Human jako Connor
- 2020: Marvel Avengers - jako Phil Sheldon